# Xihu (Nanchang)
Xihu léase Si-Jú (en chino:西湖区; pinyin:Xīhú qū) es un distrito bajo la administración directa de la ciudad-prefectura de Nanchang,capital de la provincia de Jiangxi,al este de la República Popular China. Su centro urbano se localiza en una llanura a 25 metros sobre el nivel del mar, bañada por río Gan. Su área total es de 39 km² y su población proyectada para 2013 es de 460 000 habitantes.

## Administración
Desde 2013 el distrito Xihu se dividen en 11 pueblos,que se administran en 10 subdistritos 1 poblado:
- Sheng jinta (绳金塔)
- Taoyuan (桃源)
- Chaoyangzhou (朝阳洲)
- Guang?men (广润门)
- Nanpu (南浦)
- Xihu (西湖)
- Simazhuang(系马桩)
- Shizijie (十字街)
- Dinggonglu (丁公路)
- Nanzhan "South Station" (南站)
- Poblado Taohuazhen (桃花镇)